# Дом Советов (Чебоксары)
Дом Советов (распространено название — старый Дом правительства) — одна из наиболее значительных построек в столице Чувашской Республики — Чебоксарах. Объект культурного наследия народов Российской Федерации федерального значения. Расположен на площади Республики. С 2011 года здание не используется.

## История
Здание было построено как Дом Советов Чувашской АССР в 1940 году по проекту архитектора Михаила Базилевича — сотрудником Архитектурно-проектной мастерской № 10 Моссовета. Здание было выполнено в традициях классицизма.
Оно имеет П-образную форму. Центром композиции является главный вход с монументальным портиком из шести квадратных колонн с коринфскими капителями. Примыкающие к центральной части здания боковые объемы выдвинуты в сторону площади, акцентированы ризалитами и пилястрами коринфского ордера. Здание увенчано аттиками. Первый этаж рустован. Планировка здания коридорная. При строительстве Дома Советов впервые был применен сборный железобетон.
В 1940 году в достроенный Дом советов размещены обком и горком ВКП(б), обком и горком ВЛКСМ, Президиум Верховного совета, Совнарком и ряд наркоматов Чувашской АССР.

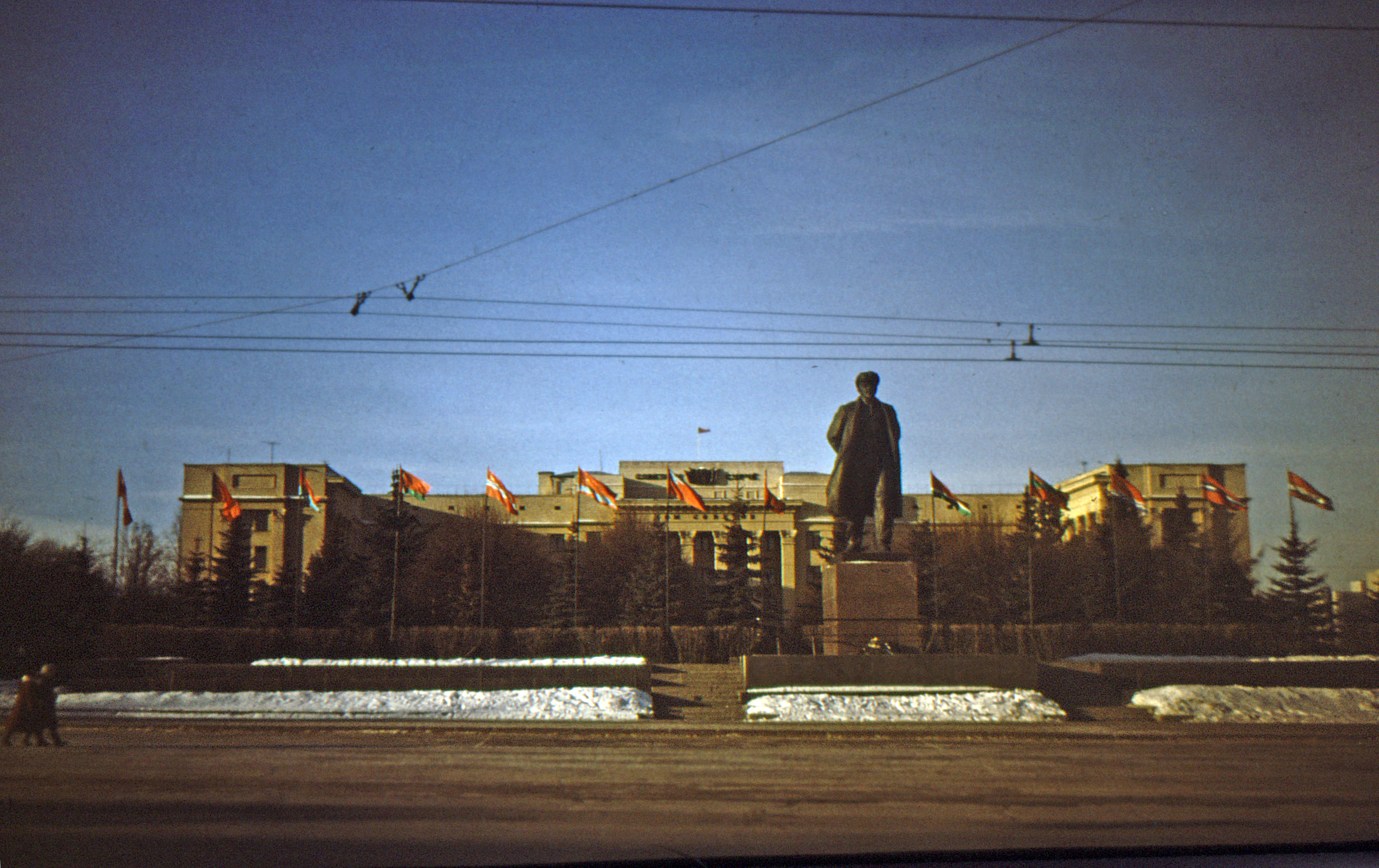
Дом Советов Чувашской АССР на пл. Ленина (1987)

В 1970 году для правительственных учреждений Чувашской АССР рядом с историческим зданием был возведен новый корпус, к которому был построен переход.
В 1996 году на фасаде здания слова «Дом Советов» были заменены на слова «Дом правительства». В здании до 2011 года разместились помещения Президента Чувашской Республики, Кабинета министров Чувашской Республики и иные официальные учреждения. В 2011 году правительство Чувашской Республики переехало в новое здание на Президентском бульваре — здание Администрации Главы Чувашской Республики. С этого времени здание пустует, планируется ремонт и реконструкция.
К 2021 году была разработана концепция использования здания, которая предполагает использование первых этажей для размещения выставочных площадок, конференц-залов, деловых и коворкинг-офисов; верхние этажи предложено передать для нужд парламента республики. Глава Чувашии Олег Николаев предложил провести реконструкцию здания на основе государственно-частного партнерства.

## Отзывы и оценки
Бывший премьер-министр Чувашии Энвер Аблякимов (2021): «Это здание является символом государственности республики, с ним связано множество исторических событий. Полагаю, что в нем, в основном, должны размещаться государственные органы и, возможно, какие-то общественные структуры регионального уровня. На сегодняшний момент правительство отнюдь не сосредоточено в одном месте. Некоторые министерства и ведомства – Минтруд, Минпром и другие – разбросаны по городу. Даже с точки зрения коммуникаций их целесообразно сосредоточить в одном месте».

## Дом Советов в филателии
В 1960 и 1970 годах почтовое ведомство СССР издавало почтовые марки с изображением Дома Советов Чувашской АССР.

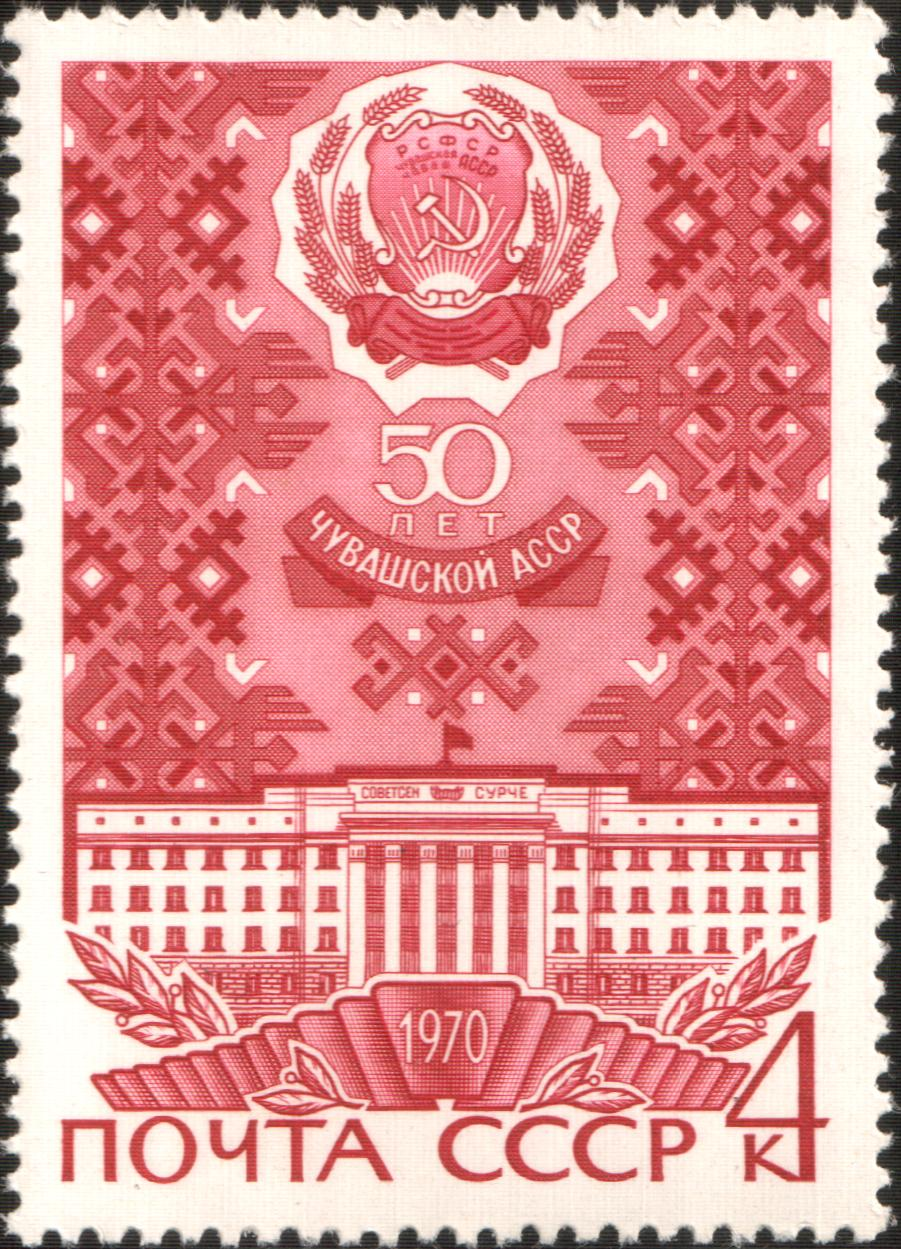
Дом Советов Чувашской АССР на марке СССР
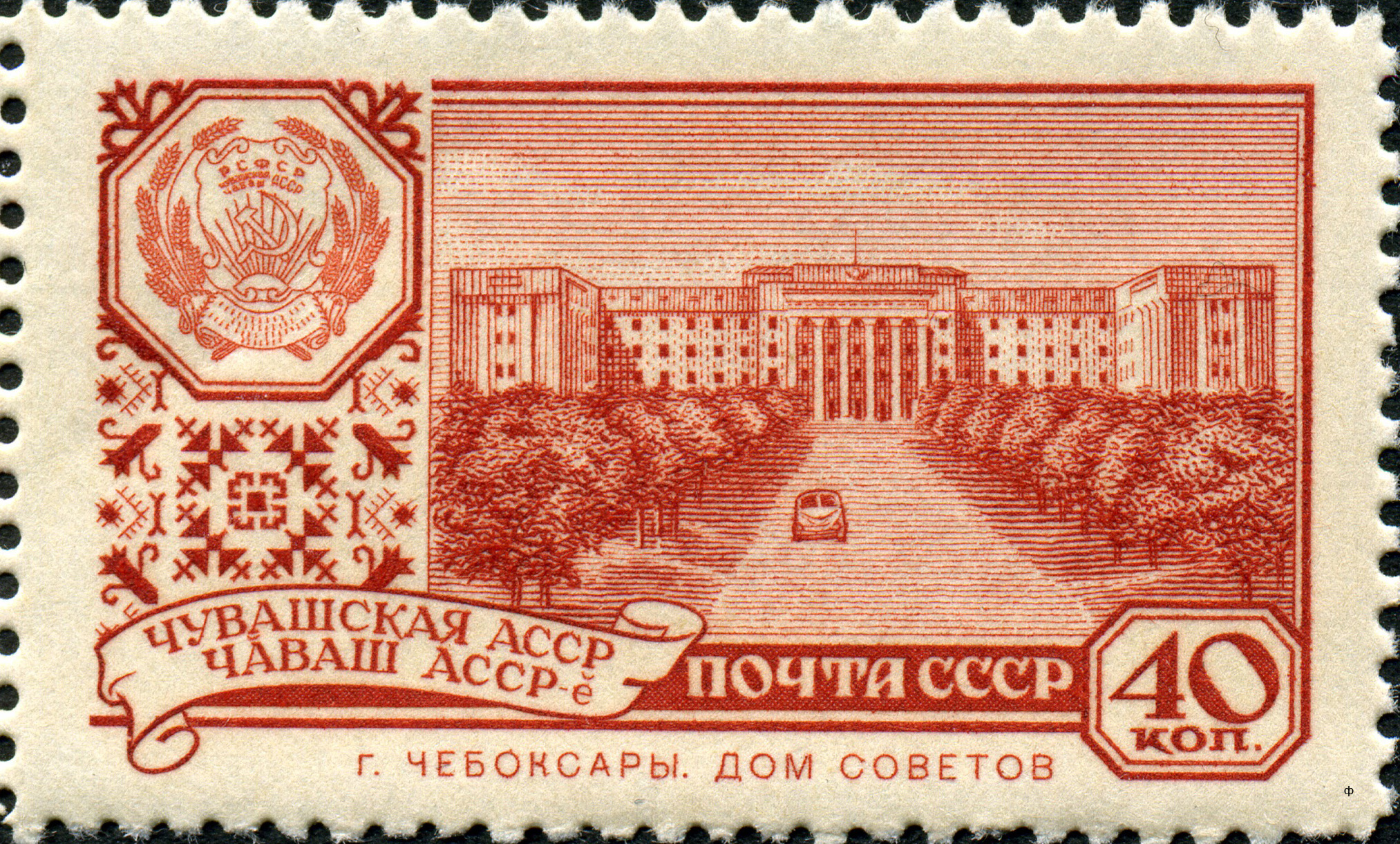
Дом Советов Чувашской АССР на марке 1960 года